# Mizugumo Monmon
Mizugumo Monmon (水グモもんもん?  lit. Monmon la araña de agua) es un cortometraje de animación japonés de quince minutos lanzado el 3 de enero de 2006. Fue producido y dirigido por Hayao Miyazaki para la productora de anime Studio Ghibli. Se puede ver en el Museo Ghibli en Mitaka, Tokio, Japón. 
Se basa en parte en «Boro, la oruga», una idea de historia en la que Hayao Miyazaki consideró trabajar antes del inicio de la producción de Princess Mononoke. El personaje principal del cortometraje es una araña campana de buceo que parece haberse enamorado de un zancudo. Aunque ella le tiene miedo al principio, el zancudo de agua pronto se acostumbra a la presencia de la araña. 

## Especificaciones técnicas
El cortometraje tiene una relación de aspecto de 1.85: 1. 